# 三中井百貨店

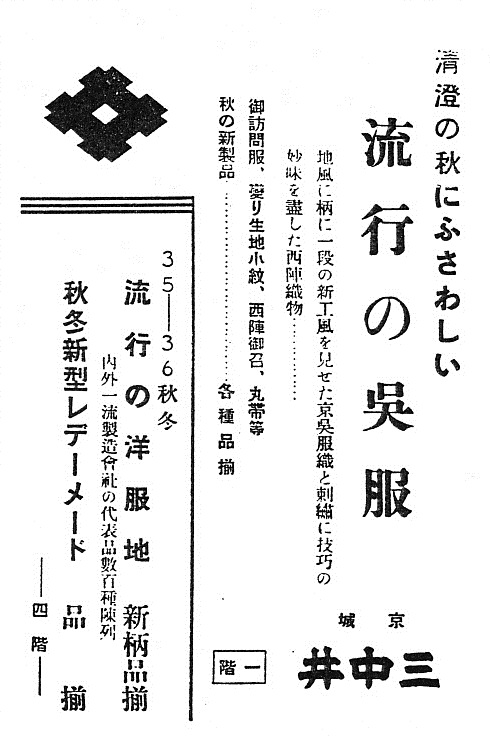
1930年代の三中井百貨店京城店の広告

三中井百貨店（みなかいひゃっかてん）は、20世紀前半の朝鮮と満州および中国大陸に店舗を展開していた百貨店。京城では、丁子屋、平田、三越、和信と合わせて、五大百貨店と呼ばれていた。

## 沿革
中江勝次郎（1872年 - 1944年）が、滋賀県神崎郡南五個荘村金堂（現・東近江市五個荘金堂町）で三中井呉服店を創業したのが始まりである。
1905年に勝次郎が大韓帝国に渡り、大邱の西門市場付近に、久次郎（西村）、富十郎、準五郎の兄弟4人で三中井商店を設立し、日韓併合の翌年にあたる1911年には、京城に本拠を移転した。
三中井商店は勝次郎の才覚で次々に出店し、朝鮮と満州および中国大陸に18店舗（京城、釜山、大邱、平壌、咸興、元山、群山、木浦、大田、光州、晋州、興南、新京など）を持つ百貨店チェーンを一代で創り上げた。
当時の店舗はテナント方式を採用せずに、全フロアを自社で経営していた。1921年には株式会社に改め、資本金も100万円に増資した。
1923年には新築の丸の内ビルヂングに入居し、1924年、勝次郎はアメリカ合衆国を視察した。北米の各地を巡り、人々の豊かな生活や近代的高層ビル、街を走る自動車などの近代都市の光景に感動し、シアーズ・ローバック（現・シアーズ）などの大手百貨店に関心を持った。京城に戻った勝次郎は、その販売手法を参考に経営を改革し、1933年に三中井百貨店と改称した。
1936年、京城本店に当時の朝鮮半島ではまだ珍しかったエレベーターを導入した（三菱電機製。なお、朝鮮半島最初のエレベーターはウェスティン朝鮮ホテル設置のものである）。
1945年の終戦時、朝鮮に12店、満州に3店、中国に3店、そして内地では金堂を総本部として京都本社、大阪と東京の仕入部を持つ、朝鮮と満州および中国大陸で最大の百貨店チェーンを築き上げていた。
最大時の社員数は4000人、年間売上高1億円の規模であった。朝鮮域内の売上は、当時日本最大であった三越を超えていた。

## 主な店舗
- 本店 - 店舗は地上6階地下1階で、売場面積は2504坪であった。当時の所在地は京城府本町1丁目45番地（現在のソウル明洞。ミリオレ付近）。
- 釜山店 - 当時の所在地は釜山府大橋通2-39。
- 大邱店 - 1934年9月開店。5階建。当時の所在地は大邱府元町2丁目。
- 平壌店 - 当時の所在地は平壌府本町。
- 大田店 - 当時の所在地は大田府本町。
- 光州店 - 当時の所在地は光州府光山町。
- 新京店 - 1933年12月仮営業。当時の所在地は満州国新京日本橋通り。

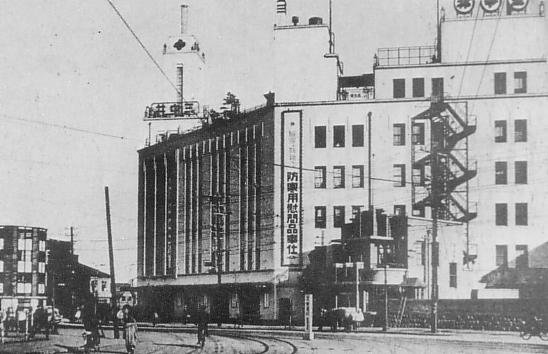
釜山店
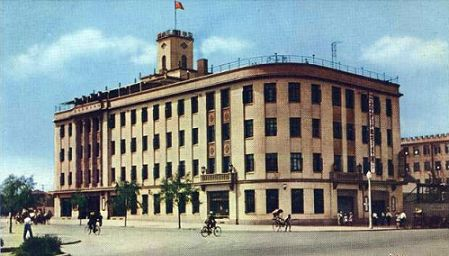
新京店

## 戦後
1945年の太平洋戦争の日本敗戦によって対外資産の全てを失い、三中井百貨店は消滅した。旧従業員らにより、現在の近鉄百貨店の前身であった丸物（京都本店ほか）への経営参加や、大丸下関店以前にマルハニチロと提携した百貨店の運営を行う構想もあったが、4代目勝次郎の放蕩で国内資産も失われたので実現しなかった。
勝次郎亡き後に、家族は五個荘へ戻り、1949年に煎餅店を開店した。その後は取り扱い品目を洋菓子に変更し、1954年7月7日に滋賀県彦根市本町にて三中井洋菓子店（のちに「三中井」に改称）を開店。同店は、1999年同地に完成した夢京橋キャッスルロード内の店舗の一つとして現在も営業し、三中井百貨店のシンボルマークである井桁菱を受け継いでいる。
勝次郎の生家は五個荘金堂町に現存し、近江商人屋敷中江準五郎邸として一般公開されている。中江勝次郎邸は戦後、近江織物の社長が購入したが、三中井の経営者に買い戻さないかという打診があり、現在は三中井の経営者夫婦が所有している。中江富十郎邸は、元は外村宗兵衛所有の屋敷を増改築した建物であったが、戦後は敷地内の離れや蔵を解体してスーパーマーケットが営まれていた。スーパーマーケットの廃業後は長らく空き家になっていたが、2008年に「金堂まちなみ保存交流館」として再生された。

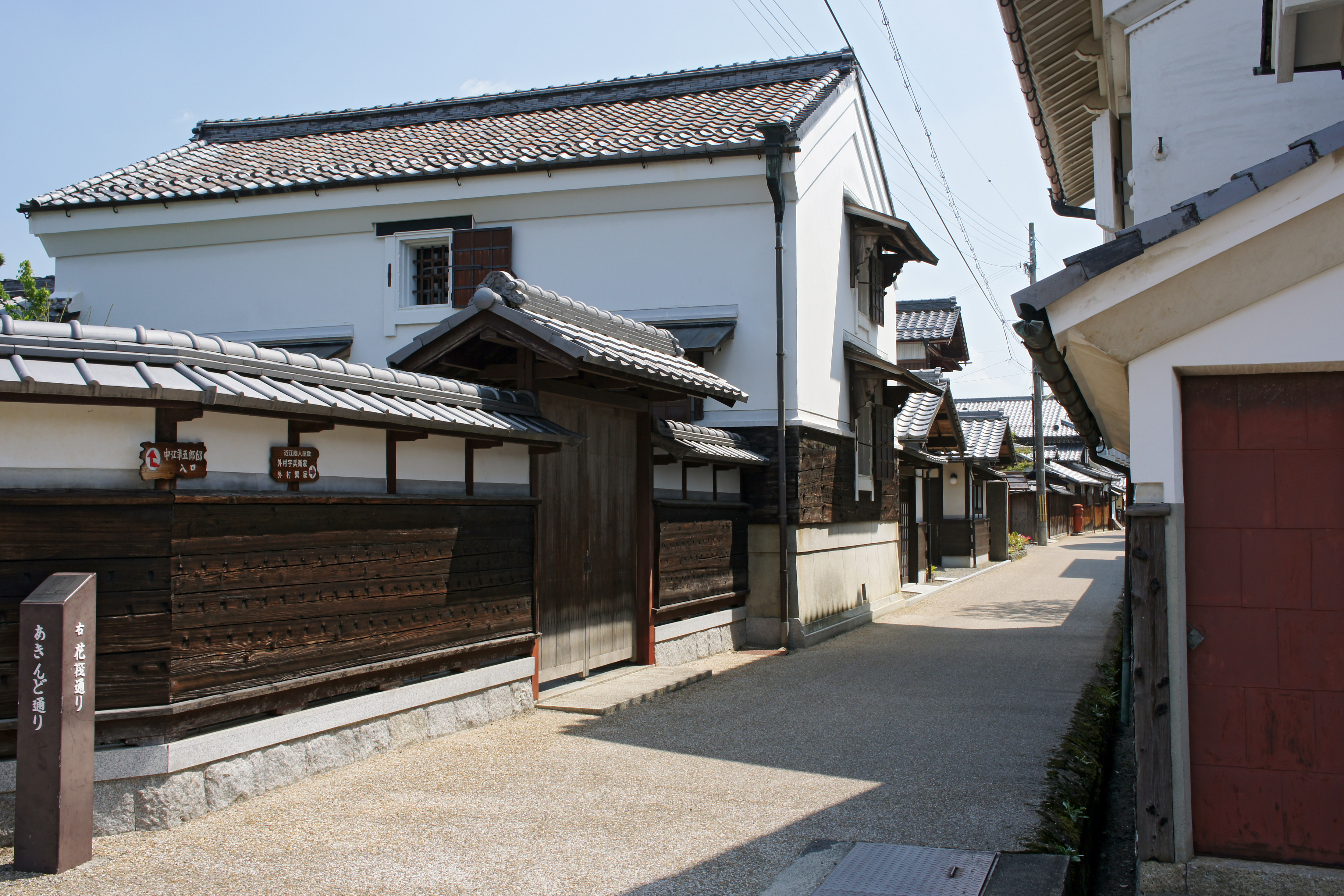
五個荘金堂町花筏通り。左手が中江準五郎邸。
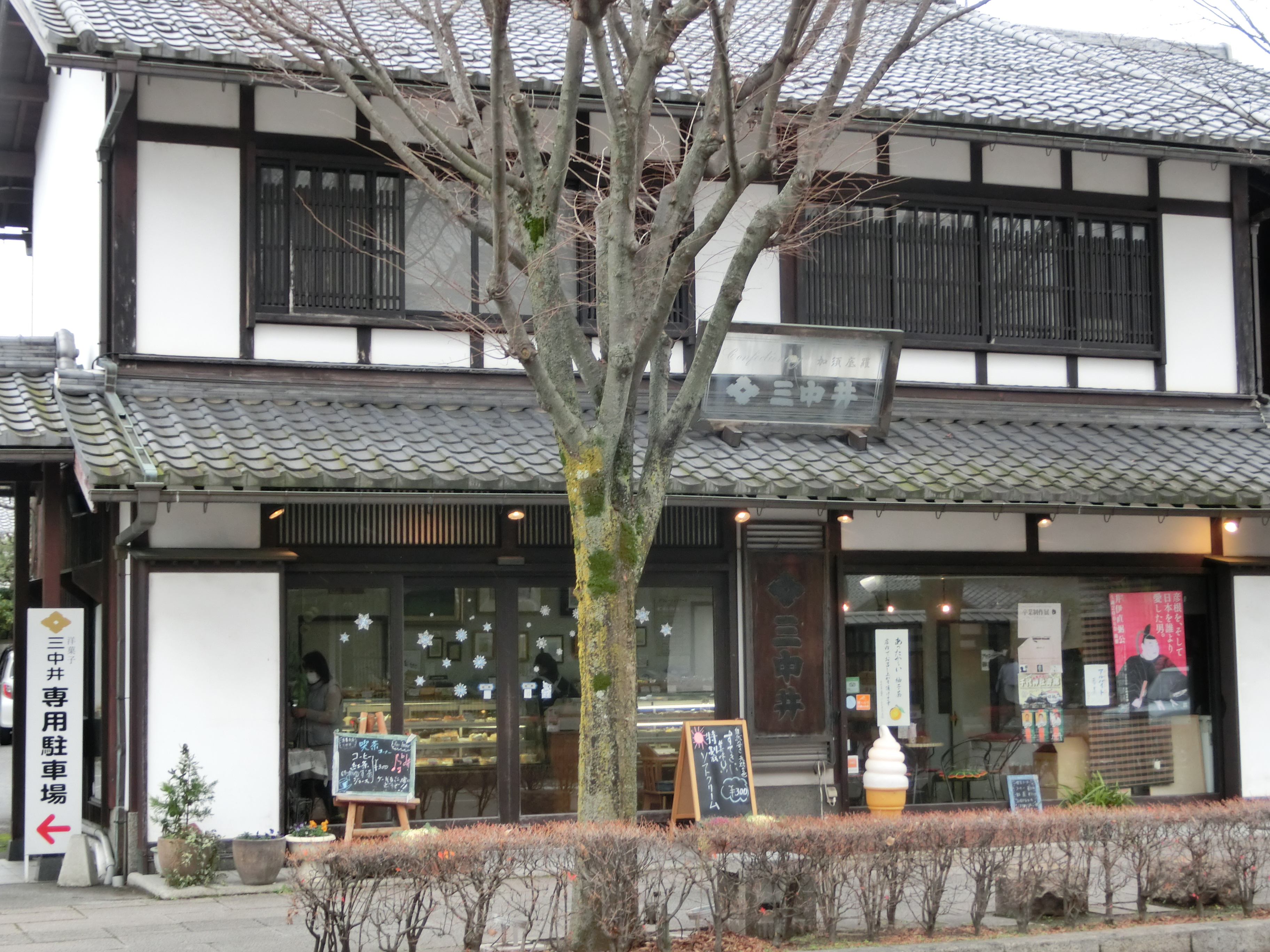
彦根市にある現在の洋菓子店・三中井

## 関連著書
- 『幻の三中井百貨店--朝鮮を席巻した近江商人・百貨店王の興亡』林廣茂著 晩聲社刊